# 日吉神社 (高槻市古曽部)
日吉神社（ひよしじんじゃ）は、大阪府高槻市古曽部町三丁目（摂津国島上郡）にある神社。社格は旧村社。大山咋命、天照大神、住吉大神を主祭神とする。

## 概要
古曽部の高台に鎮座し、戦国時代に武将の荒木村重によって創建されたのを始まりとし、長きにわたって古曽部の地主神として祀られてきた神社とされる。古曽部は古くは「社戸」や「許曽部」等と表記されていたが、これは「神社に関わる者」を意味する姓のひとつであったことに由来していると伝えられている。日吉神社の起源としては、天正元年（1573年）の7月に荒木村重が織田信長に謁した際に、芥川城を攻略した武功を賞されて摂津守に任じられ、その折に荒木村重は古曽部に正倉を創立し、近江国滋賀郡の日吉神社から分霊を勧請して祭典を執り行ったことと伝えられる。古くは祭典の折に、この様な歴史的経緯もあって歴代城主が乗馬を献上するのが慣例となっていた。元来は社名を三王権現と称していたが、その後日吉神社と改称され、明治5年（1872年）に旧社格たる村社に列せられた。現在の社殿は慶長19年（1614年)1月11日に再建されたものである。

## 本殿・境内
神明造・檜皮葺きに彩色を施されている。境内は385坪程の広さ。

## アクセス
- 高槻市営バス別所バス停（上成合、川久保系統）
- 同上古曽部台バス停（寺谷町系統）